# 小溪镇 (永顺县)
小溪镇，原为小溪乡，是中华人民共和国湖南省湘西土家族苗族自治州永顺县下辖的一个乡镇级行政单位。

## 行政区划
小溪镇下辖以下地区：
毛坪村、竹坪村、雨阳村、双溪村、郊溪村、小溪村、鲁家村、尚家村、野竹村、杉木村和老村。

## 中国传统村落
2012年，小溪村被评为首批“中国传统村落”。